# Hermitage (Arkansas)
Pour les articles homonymes, voir Hermitage.
Hermitage est une municipalité du comté de Bradley, dans l'État de l'Arkansas aux États-Unis.

## Démographie
| 1910 | 1920 | 1930 | 1940 | 1950 | 1960 |
| ---- | ---- | ---- | ---- | ---- | ---- |
| 247  | 285  | 419  | 344  | 398  | 379  |

| 1970 | 1980 | 1990 | 2000 | 2010 | - |
| ---- | ---- | ---- | ---- | ---- | - |
| 399  | 378  | 639  | 769  | 830  | - |